# Gateway de pagamento
Um gateway de pagamento é um serviço destinado a lojas virtuais (e-commerce), SaaS e empresas de grande porte. É mantida por uma operadora financeira que autoriza pagamentos de transações feitas online em websites de empresas ou pessoas físicas. Seria o equivalente a um ponto de venda físico convencional com um terminal para leitura de cartões de crédito e análise de crédito presente na maioria das lojas varejistas.
O gateway protege as informações de cartões de crédito bem como outros dados sensíveis por meio de criptografia para garantir que as informações trafeguem de forma segura entre o computador do cliente para o do vendedor e do vendedor para a instituição financeira que irá processar o pagamento.
Um gateway de pagamento de criptomoeda é um processador de pagamento para moedas digitais, semelhante a processadores de pagamento, gateways e adquirentes de cartões de crédito bancários. Os gateways de criptomoeda permitem que você aceite pagamentos digitais e receba moeda fiduciária imediatamente EM troca.

## Como os gateways de pagamento funcionam
Um gateway de pagamento é uma interface que faz a ligação entre lojas, clientes e instituições financeiras, ajudando nas transações online realizadas via cartão de crédito, boleto, e em alguns casos também podendo realizar o processo por meio de telefonemas. De certa forma, o gateway funciona como uma maquininha de cartão, só que com todo o processo acontecendo remotamente.
Quando um consumidor faz um pedido de compra em um website onde um ou mais gateways de pagamentos estão habilitados, os dados do pedido são enviados ao gateway de pagamento selecionado para que este, geralmente em tempo real, faça uma série de procedimentos para processar o pagamento e em seguida envie o resultado de volta para o website do vendedor (e-commerce). Assim temos:
- um consumidor faz um pedido de compra em um website de e-commerce pressionando "Finalizar compra" ou equivalente, ou talvez informe seus dados do cartão de crédito usando um serviço de atendimento automático por telefone;
- se o pedido for feito via website, então as dados pertinentes ao pagamento propriamente dito passa ser feito diretamente entre o consumidor e o gateway de pagamento de forma criptografada via SSL, ou seja, os dados não passam pelo servidor do vendedor. O servidor do vendedor só recebe o resultado da transação feita entre o gateway de pagamento e a instituição financeira do comprador, seja ela concluída, em processamento, pagamento negado ou não concluída. O website do vendedor irá reagir de acordo com o resultado recebido do gateway de pagamento;
- normalmente todo esse processo ocorre em cerca de 2–3 segundos.

## Segurança
- Uma vez que o consumidor precisa informar dados sensíveis, todo o processo de comunicação entre o computador do consumidor e o gateway de pagamento deve ocorrer por meio do protocolo HTTPS.
- Antes de enviar o resultado da transação para o servidor do vendedor, os gateways de pagamentos também fazem alguma forma de verificação do servidor do vendedor, podendo ser por meio de IP ou token.

## Checkout transparente
Um beneficio que os gateways de pagamento oferecem é a possibilidade de fazer o pagamento dentro do site ou aplicativo, sem a necessidade de redirecionar o cliente para outro site. Esse é um método que aumenta a confiança do cliente no momento da compra.